# Tom Robertson

a Compétitions nationales et continentales officielles uniquement.

b Matchs officiels uniquement.
Dernière mise à jour le 28 janvier 2022.
Tom Robertson, né le 28 août 1994 à Wellington (Australie), est un joueur de rugby à XV international australien évoluant au poste de pilier. Il évolue avec la franchise de la Western Force en Super Rugby depuis 2021. Il mesure 1,80 m pour 107 kg.

## Carrière

### En club
Tom Robertson commence sa carrière professionnelle en 2013 avec le club de Sydney University qui dispute le Shute Shield (championnat de la région de Sydney), tout en suivant en parallèle des études de médecine. Il remporte ce championnat en 2013 après une large victoire en finale contre Eastwood 51-6, match auquel il ne participe pas.
En 2014, il est retenu avec l'équipe des Sydney Stars pour disputer le NRC, compétition qui vient alors d'être créée. Il rejoint en 2016 les NSW Country Eagles, avec qui il est finaliste du championnat lors de sa première saison.
En 2016, il fait ses débuts en Super Rugby avec la franchise des Waratahs. Il s'impose rapidement comme le titulaire au poste de pilier droit lors de sa première saison, avant d'être déplacé à gauche lors de sa deuxième saison à cause du retour de Sekope Kepu. En 2017, il prolonge son contrat avec les Waratahs et la fédération australienne jusqu'en 2020.
En 2020, après avoir perdu sa place aux Waratahs devant l'émergence d'Angus Bell, il quitte la franchise pour rejoindre celle de la Western Force, qui vient de faire son retour en Super Rugby AU,. Dans sa nouvelle équipe, il retrouve une place de titulaire, débutant les quatorze matchs de son équipe lors de la saison,.

### En équipe nationale
Tom Robertson joue avec l'équipe d'Australie des moins de 20 ans lors du championnat du monde junior 2014
Il est sélectionné pour la première fois avec les Wallabies en juillet 2016 par le sélectionneur Michael Cheika, dans le cadre du Rugby Championship 2016.
Il obtient sa première cape internationale avec l'équipe d'Australie le 17 septembre 2016 à l’occasion d’un match contre l'équipe d'Argentine à Perth,.
En 2021, après avoir retrouvé du temps de jeu régulier à la Western Force, il fait son retour en sélection après trois ans d'absence.

## Palmarès

### En club
- Vainqueur du Shute Shield en 2013 avec Sydney University.
- Finaliste du National Rugby Championship en 2016 avec NSW Country Eagles.

## Statistiques
Au 28 janvier 2022, Tom Robertson compte 27 capes en équipe d'Australie, dont trois en tant que titulaire, depuis le 17 septembre 2016 contre l'équipe d'Argentine à Perth. Il n'a inscrit aucun point.
Il participe à quatre éditions du Rugby Championship, en 2016, 2017, 2018 et 2021. Il dispute treize rencontres dans cette compétition.